# Гроувз, Перри
Перри Гроувз (англ. Perry Groves; 19 апреля 1965, Лондон, Англия) — английский футболист.

## Карьера
Гроувс родился в Боу, Лондон. Однако футболом Перри начал заниматься в молодёжной команде «Корнард Динамо» из деревни Грейт Корнард (на границе графств Саффолк и Эссекс). Затем Гроувс занимался в школе «Вулверхэмптон Уондерерс», прежде чем подписать юниорский контракт с «Колчестер Юнайтед» в 1981 году. Он стал профессионалом год спустя, и в течение следующих четырёх сезонов сыграл 142 матча лиги за «Колчестер», забив 26 голов.

## «Арсенал»
В сентябре 1986 года подписал контракт с «Арсеналом» (сумма сделки 50 000 фунтов стерлингов), став первым приобретением новоиспечённого менеджера Джорджа Грэма. В своем первом сезоне в клубе проявил себя и помог клуб стать победителем в финале Кубка Лиги 1987 года, обыграв трёх игроков «Ливерпуля» перед тем, как сделать голевую передачу Чарли Николасу — автору победного гола..